# トランスニストリア県

トランスニストリア県
Guvernământul Transnistriei
（ルーマニア語）

国の標語: 
Nihil sine Deo
神なしでは何もない国歌: 
"Trăiască Regele"
" 国王万歳! "
行政区分地図

トランスニストリア県（ルーマニア語：Guvernământul Transnistriei）とは、かつてドニエストル川から南ブーフ川に掛けて存在したルーマニア王国の県で、バルバロッサ作戦で旧ソ連に侵攻して設立した。

## 概要
第二次世界大戦でルーマニアはナチス・ドイツの支援を受けてルーマニア史上初めてトランスニストリア地域を領有した。しかしルーマニアは赤軍に再占領されるまで期間でトランスニストリア県を正式に併合しておらず、東部戦線（独ソ戦）の影響により最後までルーマニアの正式な行政区分に併合される事は無くなった。

### 人種・人口

1941年の人口構成

ルーマニア当局はトランスニストリア県で国勢調査を行い、民族構成は以下の通りである。
- ウクライナ人 - 177万5273人
- ルーマニア人 - 19万7685人
- ロシア人 - 15万842人
- ドイツ系住人 - 12万6464人
- ブルガリア人 - 2万7638人
- ユダヤ人 - 2万1852人
- ポーランド人 - 1万3969人
- リポヴァン人 - 968人
- タタール人 - 900人
  - その他 - 1万628人
- 合計：232万6224人